# Rijstrook

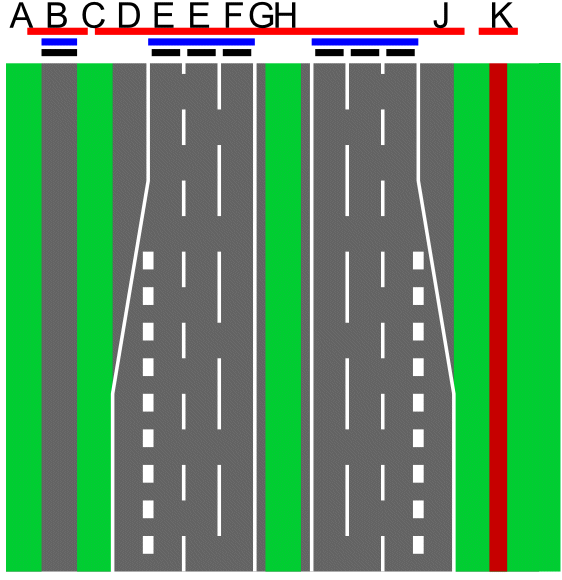
Standaardindeling. Zie gekleurde balken en letters bovenaan.
Weg. De ventweg en het fietspad kunnen geen deel uitmaken van een autosnelweg en zijn dus, als de hoofdweg een autosnelweg is, aparte wegen.
Rijstrook
Rijbaan
A zijberm
B ventweg
C zijberm
D vluchtstrook, uitvoegstrook
E rijstrook
F spitsstrook
G redresseerstrook
H middenberm
J vluchtstrook, invoegstrook
K fietspad

Een rijstrook is onderdeel van de rijbaan. Over een rijstrook kunnen voertuigen rijden. Een rijbaan kan uit één, twee of zelfs meer rijstroken bestaan. Rijstroken worden begrensd door de lengtemarkering. Begin twintigste eeuw werd deze markering ontworpen door Edward Hines (in 1911 wegcommissaris in Detroit), naar verluidt nadat hij op de weg naar een lekkende melkwagen had gekeken.
Het  Nederlandse RVV 1990 definieert een rijstrook als "door doorgetrokken of onderbroken strepen gemarkeerd gedeelte van de rijbaan van                                          zodanige breedte dat bestuurders van motorvoertuigen op meer dan twee wielen daarvan gebruik kunnen maken". In Nederland is een fietsstrook formeel dus geen rijstrook.
In Europa varieert de breedte van rijstroken per land tussen 2,50 tot en met 3,50 meter.
De rijstrookbreedte is op autosnelwegen meestal in principe 3,50 meter. Rond de grote steden zijn ook snelwegen te vinden met een rijstrookbreedte van 3,25 meter. Er zijn ook snelwegen die om historische redenen smallere rijstroken hebben, bijvoorbeeld 3,20 m. De meest rechter rijstrook is vanwege vrachtauto's op de meeste snelwegen tussen 3,50 en 4 meter breed en de linker rijstrook is dan vaak maar 2,50 meter breed. 
In Nederland wordt in het spraakgebruik vaak 'rijbaan' gezegd als 'rijstrook' bedoeld wordt. Men spreekt dan bijvoorbeeld over een tweebaansweg als men een tweestrooksweg bedoelt. Rijbanen zijn echter altijd fysiek van elkaar gescheiden, meestal door een middenberm. Binnen een rijbaan worden rijstroken van elkaar gescheiden door de wegmarkering. De markering tussen twee rijstroken kan worden uitgevoerd als deelstreep of blokstreep (bij invoegingen). De kantstreep scheidt de buitenste rijstroken van de redresseerstrook of vluchtstrook.
Het aantal rijstroken per rijbaan verschilt per type weg. Bovendien verschilt de regelgeving en normering met betrekking tot wegmarkering van land tot land. De verschillen per wegtype kunnen worden geïllustreerd aan de hand van de huidige Nederlandse aanbevelingen met betrekking tot wegontwerp. Erftoegangswegen hebben in principe geen indeling in rijstroken. De meest voorkomende indelingen van gebiedsontsluitingswegen zijn 1×2-strooks (één rijstrook per richting op één rijbaan), 2×1-strooks (twee rijbanen bestaande uit één rijstrook) en 2×2-strooks. Stroomwegen mogen worden vormgegeven als 2×1-strooks (regionale stroomwegen) en 2×2-strooks (zowel regionale stroomwegen als autosnelwegen. Een autosnelweg bestaat dus uit minimaal twee rijbanen met op elke rijbaan twee of meer rijstroken.
rijstrook · vluchtstrook · spitsstrook · invoegstrook · uitvoegstrook · weefstrook · bufferstrook · plusstrook · wisselstrook · redresseerstrook · voorsorteerstrook · klimstrook

Doelgroepstroken: busstrook · carpoolstrook · vrachtwagenstrook · fietsstrook · passeerstrook